# 甲木伸一
甲木 伸一（かっき しんいち、1931年  - ）は、日本の物理学者。

## 来歴
熊本県に生まれる。
熊本県立玉名高等学校を経て九州大学理学部を卒業後、九州大学大学院修士課程を修了した。
大学院修了後は、九州大学教養部の助手や助教授、教授を歴任した。1971年に論文「Hg[1-x]Cd[x]Te系合金のバンド構造と、その圧力依存性」で、九州大学より工学博士号を取得した。
九州大学を退官後は名誉教授となり、カナダのアルバータ大学の客員教授も務めた。

## 著書
- 『初等力学』裳華房、1995年